# Avlingejord
Avlingejord är fastighet som antingen är nybygge eller på annat sätt inte gått i släkten som arvejord.
Avlingejord är ett rättsbegrepp som härrör från vissa svenska medeltida landskapslagar som motsats till arvejord. Avling kommer av fornsvenskans afling, förvärv.
Överlåtelsen av arvejord var under medeltiden strikt reglerad i lag, och släkten hade företräde till köp enligt noggrant redovisade principer i landskapslagarna. Avlingejord var mark som inte var arvejord och därför kunde överlåtas utan hänsyn till bördsrätten. Avlingejorden kunde vara nybygge eller mark som var förvärvad genom köp eller gåva. Om avlingejorden övergick i arv blev det med tiden arvejord, och så snart den blivit detta omfattades gården av arvejordens regler vid överlåtelse. Avlingejorden kunde testamenteras bort eller skänkas till exempelvis kyrkan eller kloster eftersom inte arvsrätten gällde. 
Med avlingejord avses sedermera all jord som inte kommit i personens ägo genom skyldskap (släktskap genom härkomst). De senaste regleringarna av överlåtelse av arvejord (utom ifråga om arv) är fideikommiss. En åskillnad mellan hur avlinge- och arveegendom får testamenteras gjordes i Ärvdabalken som gällde i Sverige till 1928 och i Finland till 1966.